# Station Vandoies-Vintl
Station Vandoies-Vintl is een spoorwegstation aan de Pustertalspoorlijn in de gemeente Vintl (Italië-Zuid-Tirol).
De stationsnaam wordt volgens de regels van Trenitalia in het Italiaans aangegeven, gevolgd door het Duits als lokale taal.